# Prickbladssläktet
Prickbladssläktet (Dieffenbachia) är ett släkte tropiska växter ur familjen kallaväxter (Araceae). Arterna i släktet är främst är kända för sina brokiga blad och vissa arter ur släktet, till exempel prickblad, odlas som krukväxter.
Dieffenbachia är uppkallad efter Josef Dieffenbach (1790-1863) som var trädgårdsmästare för trädgårdarna i Schönbrunn, Wien omkring 1830.

## Giftighet
Alla arter av Dieffenbachia har växtsaft som, om den kommer i kontakt med tungan, kan leda till talsvårigheter, svullnad, blåsor och i mer allvarliga fall andningssvårigheter. Den kan även skada ögon och hud.. Växtsaften skadar genom att innehålla irriterande nålformade kristaller. Den som tar i växten kan få irriterad och inflammerad hud.